# 아를의 방
《아를의 방》(영어: Bedroom in Arles, 프랑스어: La Chambre à Arles, 네덜란드어: Slaapkamer te Arles) 또는 《고흐의 방》은 19세기 네덜란드의 후기 인상파 화가 빈센트 반 고흐가 그린 세 개의 작품이다.
처음 반 고흐가 지은 이 작품의 이름은 《침실》(영어: The Bedroom, 프랑스어: La Chambre à Coucher)이었다. 그림 속 오른쪽 벽에는 편지가 걸려있는데 편지에는 이 그림의 세 가지 실제 버전이 묘사되어 있다.
이 그림은 프랑스 부슈 뒤 론 주 아를의 라마르틴 광장(Place Lamartine) 2번지에 위치하고 고흐의 그림 《노란 집》으로도 알려진 반 고흐가 살던 집의 침실을 묘사했다. 오른쪽 문은 위층과 계단으로 연결되어 있으며 왼쪽 문은 그가 폴 고갱을 위해 준비한 객실의 문이다. 정면 벽의 녹색 틀의 창문은 라마르틴 광장과 공공 정원을 바라보고 있다. 이 방은 직사각형이 아니라 정면 벽의 왼쪽 모서리에 둔각이 있고 오른쪽에 예각이 있는 사다리꼴을 띠고 있다.

## 첫 번째 버전

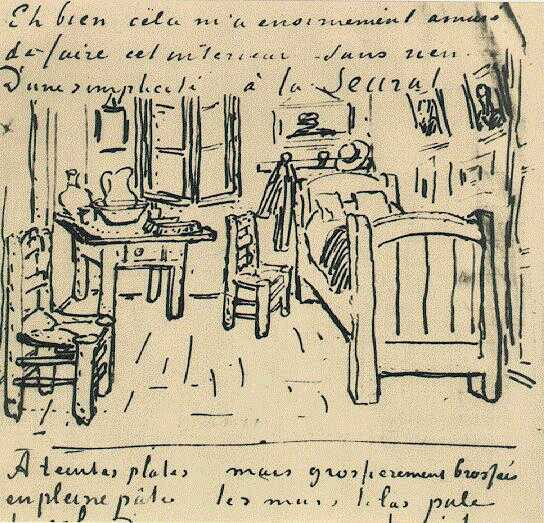
고갱에게 보낸 편지에 그려진 스케치

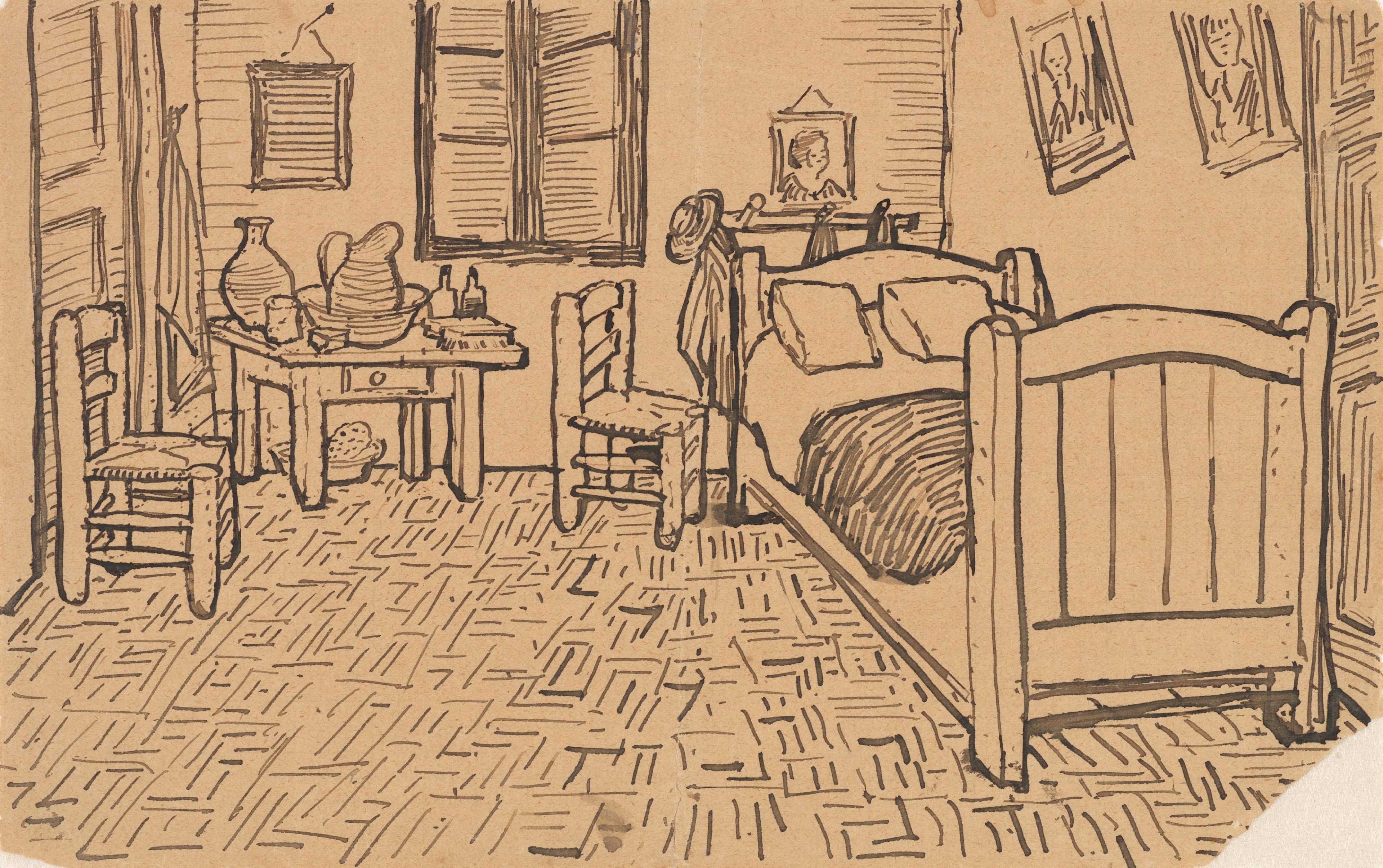
테오에게 보낸 편지에 그려진 스케치

반 고흐는 1888년 10월 중순 아를에 머물면서 첫 번째 버전을 스케치하기 시작했고, 그의 목적과 의미를 그의 동생 테오 반 고흐에게 설명했다.
"이번에는 단순히 내 침실을 재현한 것이지만, 이 부분에서는 색상이 풍부해야 하고 간소화 하는 작업은 사물에 고상함을 더해줘서 어떤 휴식이나 꿈을 암시하게 해. 뭐, 나는 작품을 보면 우리가 생각하고 상상하는 것을 멈춘다고 생각했어. 벽은 옅은 보라색으로 칠했고, 바닥은 체크무늬로 되어 있고, 시트와 베개는 연두색이야. 창문은 녹색이고, 세면대는 파란색이고, 문은 라일락색이야. 셔터가 닫힌 이 방에는 다른 것이 없어. 네모난 가구 조각들과 벽에 있는 초상화, 거울, 병, 그리고 몇몇 의상들 또한 흔들림 없는 휴식을 표현해야 해. 그림에는 흰색을 사용하지 않아서 프레임은 흰색으로 표시했고, 나에게 권장되는 필수 휴식을 취하기 위해 그려졌어. 크레이프와 같은 단순한 일반 색상만 적용했어."
반 고흐는 이 편지와 추후 폴 고갱에게 보낸 편지에 이 작품을 스케치해서 담아냈다. 편지에서 반 고흐는 아파서 며칠 동안 누워 있어 이 그림을 그릴 수 있었다고 설명했다. 이 버전의 오른쪽 벽에는 반 고흐의 친구 외젠 보흐(Eugène Boch)와 Paul-Eugène Milliet의 작은 초상화가 그려져 있다. 외젠 보흐의 초상화는 '시인(The Poet)', Paul Eugène Milliet의 초상화는 'The Lover'라고 불린다.

## 두 번째 버전

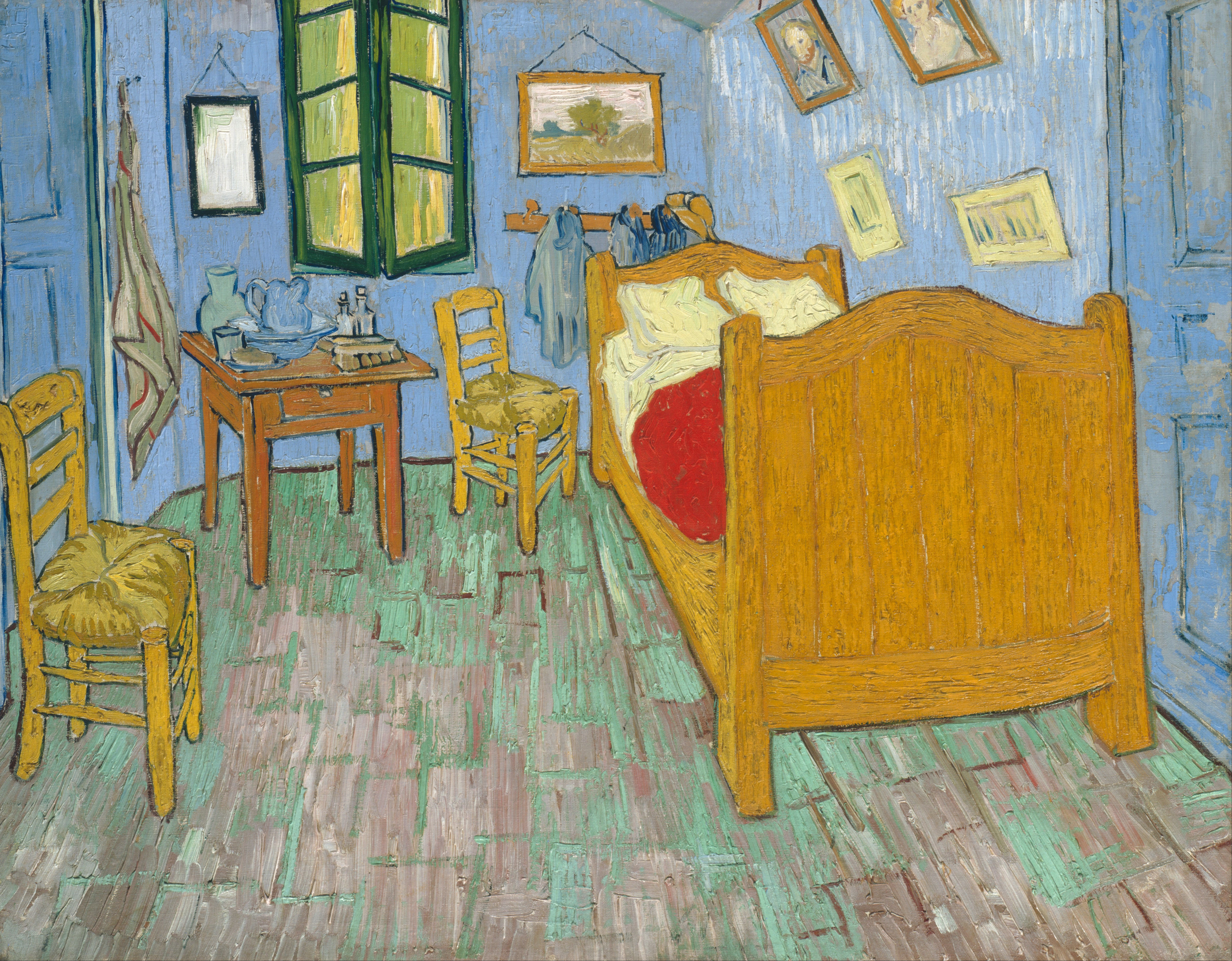
두 번째 버전, 1889년 9월. 캔버스에 유채, 72 x 90cm, 시카고 미술관

1889년 4월, 반 고흐는 아를의 어느 병원에 입원해 있는 동안 론 강의 홍수로 인해 피해를 입은 것을 애석해 하며 동생에게 초판을 보냈다. 테오는 그 그림을 복사하기 위해 그림에 선을 그어 다시 보내 달라고 제안했다. 원래 규모의 이 "반복"(반 고흐의 용어로 "반복"임)은 1889년 9월에 실행되었으며 두 그림 모두 테오에게 다시 보내졌다.

## 세 번째 버전

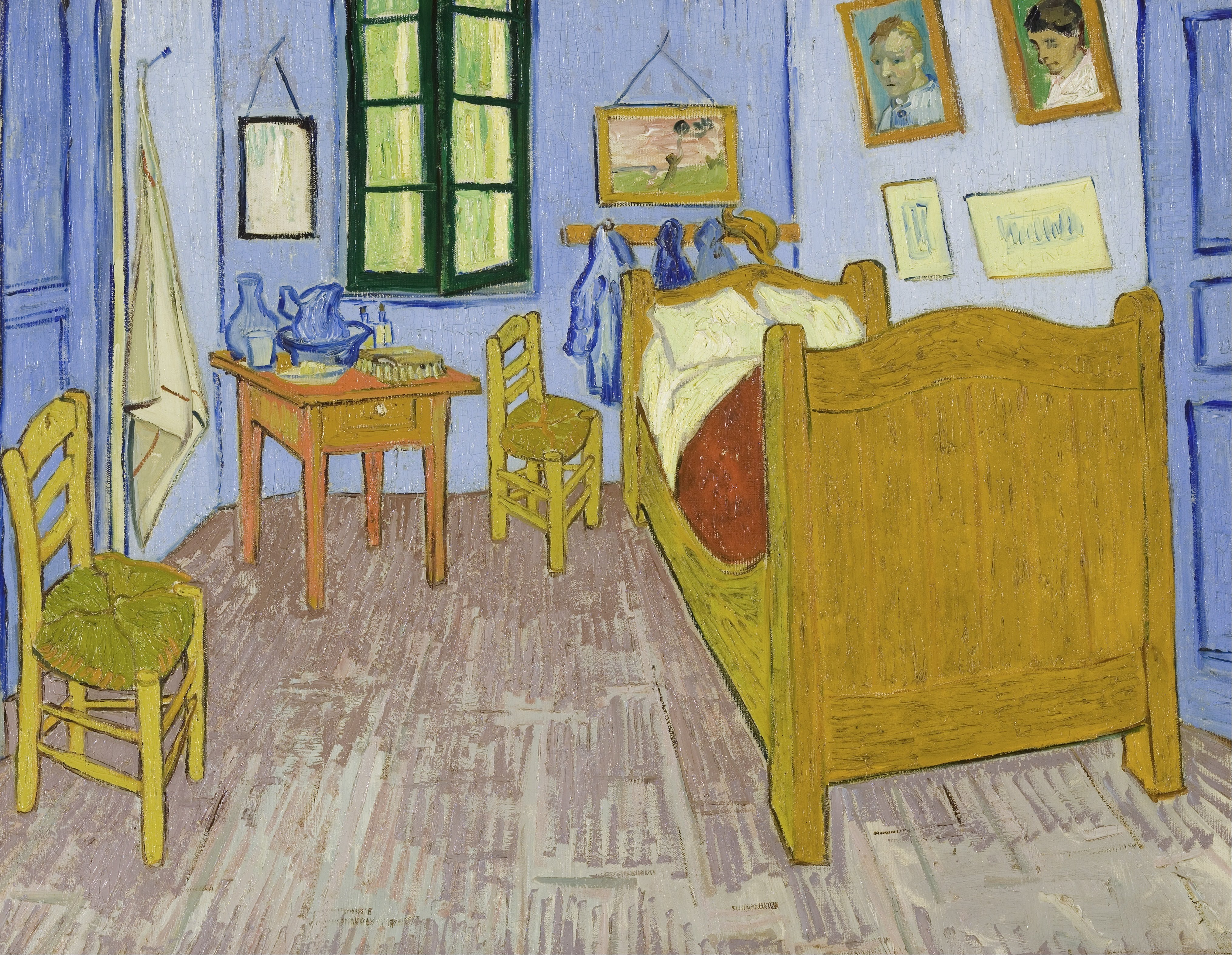
세 번째 버전, 1889년 9월. 캔버스에 유채, 57.5 x 74 cm, 오르세 미술관

1889년 여름, 반 고흐는 그의 어머니와 여동생 윌을 위해 그의 최고의 작품 중 일부를 더 작은 크기로 다시 그리기로 결정(그가 사용한 용어는 "축소"였다.)했으며 《아를의 방》 역시 그 중 하나였다. 1889년 9월말에 완성된 이 원고는 정확한 사본이 아니다.
《아를의 방》 그림 속 우측 벽에 걸린 그림 중 좌측 상단의 작은 초상화는 반 고흐의 준데르트 농민 자화상을 연상시킨다. 반면 우측 상단에 있는 초상화는 반 고흐가 그렸던 기존 그림과는 관련이 없는 것으로 보인다.

## 소장처
- 첫 번째 버전은 1962년부터 반 고흐의 조카인 빈센트 빌럼 반 고흐가 설립한 빈센트 반 고흐 재단이 소유하고 있으며 암스테르담 반 고흐 미술관에 영구 대여되었다.
- 두 번째 버전은 1926년부터 Helen Birch Bartlett 기념 컬렉션의 일부로 시카고 미술관이 소유하고 있다.
- 세 번째 버전은 반 고흐의 여동생 윌이 소유하고 있다가 후에 일본의 기업가이자 수집가인 마츠카타 고지로가 인수하였으며, 1959년 프랑스-일본 평화 협정 이후 프랑스 국립 소장품에 포함되어 현재 파리 오르세 미술관에 상설 전시되어 있다.
- 이 세 가지 버전의 《아를의 방》은 2016년 시카고 미술관에서 열린 '반 고흐의 침실'이라는 제목의 전시회에 모이기도 했다. 이 전시회에서는 반 고흐의 침실을 디지털로 재구성한 작품과 관련 작품도 선보였다.[11][12]

## 같이 보기
- 《아를의 붉은 포도밭》
- 《아를의 방 (리히텐슈타인)》